# Neactaeonina cingulata
Neactaeonina cingulata is een slakkensoort uit de familie van de Acteonidae. De wetenschappelijke naam van de soort is voor het eerst geldig gepubliceerd in 1908 door Strebel.